# فنغ يونغ
فنغ يونغ ((بالإنجليزية: Feng Yong)) (من مواليد 19 ديسمبر 1985 في خنان) هو متسابق سباق الدراجات الهوائية من الصين.
شارك في دورة الألعاب الآسيوية 2006 في الدوحة، قطر.